# Tüllinger Berg und Tongrube Rümmingen
Das FFH-Gebiet Tüllinger Berg und Tongrube Rümmingen ist ein im Jahr 2005 durch das Regierungspräsidium Freiburg nach der Richtlinie 92/43/EWG (Fauna-Flora-Habitat-Richtlinie) angemeldetes Schutzgebiet (Schutzgebietskennung DE-6726-341) im deutschen Bundesland Baden-Württemberg. Mit Verordnung des Regierungspräsidiums Freiburg vom 25. Oktober 2018 wurde das Gebiet festgelegt.

## Lage
Das 342,02 Hektar große Schutzgebiet gehört zu den Naturräumen 200-Markgräfler Rheinebene und 201-Markgräfler Hügelland innerhalb der naturräumlichen Haupteinheit 20-Südliches Oberrheintiefland.
Es besteht im Wesentlichen aus dem Tüllinger Berg und drei Teilgebieten, die sich auf Gemarkungen folgender drei Städten und Gemeinden im Landkreis Lörrach erstrecken:
- Lörrach – 171,0148 ha = 50,0 %
- Weil am Rhein – 160,7539 ha = 47,0 %
- Rümmingen – 13,6811 ha = 4,0 %

## Beschreibung und Schutzzweck
Das Schutzgebiet umfasst den bedeutsamsten Streuobstwiesen- und Waldkomplex der Markgräfler Rheinebene mit weiteren wertvollen Biotoptypen wie Magerrasen und Mähwiesen als herausragender Vogellebensraum und eine ehemalige Tonabbaustätte als Lebensraum seltener Amphibienarten.

### Lebensraumklassen
(allgemeine Merkmale des Gebiets) (prozentualer Anteil der Gesamtfläche)
Angaben gemäß Standard-Datenbogen aus dem Amtsblatt der Europäischen Union
|                                                    |                                                    |  |      |      |
| N06 – Binnengewässer                               | N06 – Binnengewässer                               |  | 1 %  | 1 %  |
| N07 – Moore, Sümpfe, Uferbewuchs                   | N07 – Moore, Sümpfe, Uferbewuchs                   |  | 1 %  | 1 %  |
| N08 – Heide, Gestrüpp, Macchia, Garrigue, Phrygana | N08 – Heide, Gestrüpp, Macchia, Garrigue, Phrygana |  | 5 %  | 5 %  |
| N10 – Feuchtes und mesophiles Grünland             | N10 – Feuchtes und mesophiles Grünland             |  | 17 % | 17 % |
| N15 – Anderes Ackerland                            | N15 – Anderes Ackerland                            |  | 7 %  | 7 %  |
| N16 – Laubwald                                     | N16 – Laubwald                                     |  | 28 % | 28 % |
| N19 – Mischwald                                    | N19 – Mischwald                                    |  | 1 %  | 1 %  |
| N21 – Nicht-Waldgebiete mit hölzernen Pflanzen     | N21 – Nicht-Waldgebiete mit hölzernen Pflanzen     |  | 39 % | 39 % |
| N23 – Sonstiges                                    | N23 – Sonstiges                                    |  | 1 %  | 1 %  |
|                                                    |                                                    |  |      |      |

### Lebensraumtypen
Folgende Lebensraumtypen nach Anhang I der FFH-Richtlinie kommen im Gebiet vor:
| EU Code | Lebensraumtyp (offizielle Bezeichnung)                                     | Kurzbezeichnung            | Hektar |
| ------- | -------------------------------------------------------------------------- | -------------------------- | ------ |
| 6210    | Naturnahe Kalk-Trockenrasen und deren Verbuschungsstadien                  | Kalk-Magerrasen            | 0,45   |
| 6510    | Magere Flachland-Mähwiesen (Alopecurus pratensis, Sanguisorba officinalis) | Magere Flachland-Mähwiesen | 55,70  |
| 9130    | Waldmeister-Buchenwald (Asperulo-Fagetum)                                  | Waldmeister-Buchenwald     | 81,70  |

### Zusammenhängende Schutzgebiete
Das FFH-Gebiet überschneidet sich sowohl mit dem Landschaftsschutzgebiet Tüllinger Berg als auch mit dem Vogelschutzgebiet Nr. 8311-441 Tüllinger Berg und Gleusen. Teile des Gebiets liegen im Naturpark Südschwarzwald.